# Re-Arranged
«Re-Arranged» es una canción de la banda americana Limp Bizkit perteneciente al segundo álbum de la banda, Significant Other. Fue lanzada como segundo sencillo del álbum y llegó al primer puesto en la lista de Billboard Modern Rock Tracks.

## Video musical
El vídeo musical se abre con un clip de la Institución Correccional del Estado de Oregón. El vídeo muestra a la banda en las celdas de la prisión al principio, donde pronto son llevados y juzgados por Woodstock. Son declarados culpables y el vídeo les muestra interpretando la última parte de la canción desde el interior de un contenedor metálico, mientras los espectadores observan cómo se vierte leche en el contenedor para ahogar a la banda. Cuando la canción termina, la leche sale del recipiente y no se ve a la banda.
Sólo la gorra de béisbol de Durst y una copia del álbum Significant Other se encuentran en el fondo del recipiente. Esto, según Durst, era para mostrar que mientras los críticos seguirán asaltando a la banda hasta que desaparezcan, su música seguirá viviendo para siempre, a pesar de todo. Después de ahogarse, se les ve flotando en el cielo. Wes Borland pregunta: "¿Estamos en el cielo? Creo que estamos muertos". Durst responde: "Tío, si estuviéramos en el cielo, estaría pateando con Method Man ahora mismo", y luego se pierde de vista. El vídeo de "N 2 Gether Now", el tercer sencillo del álbum, comienza inmediatamente después de este punto, con Durst cayendo en el apartamento de Method Man y aterrizando junto a él en el sofá.
Matt Pinfield hace una aparición en el vídeo de "Re-Arranged", así como la madre de Durst.

## Lista de canciones
1. "Re-Arranged" (dirty version)
2. "Faith"
3. "Counterfeit" (Lethal Dose remix)
4. "Faith" (video musical)

## Listas
| Lista (2000)                       | Posición |
| ---------------------------------- | -------- |
| Mainstream Rock (Billboard)        | 11       |
| Estados Unidos (Billboard Hot 100) | 88       |